# Menthol
Menthol ist ein monocyclischer Monoterpen-Alkohol. Es existiert in zwei spiegelbildlichen Formen, dem (−)-Menthol (Levomenthol) und dem (+)-Menthol. Neben Menthol existieren drei weitere Diastereomerenpaare (auch „isomere Menthole“ genannt), da die Verbindung drei asymmetrische C-Atome besitzt: das Neomenthol, Isomenthol und Neoisomenthol.
Das natürliche, linksdrehende (−)-Menthol kommt in vielen ätherischen Ölen, besonders in Minzölen, vor.

## Vorkommen
Aus Ackerminze (Mentha arvensis L.) wird in Japan seit dem 17. Jahrhundert Pfefferminzöl gewonnen. Dieses enthält (−)-Menthol als Hauptbestandteil.
Von den Isomeren kommt (−)-Menthol in der Natur am häufigsten vor. Man findet es im ätherischen Öl von Pflanzen der Gattung Mentha; im „Japanischen Pfefferminzöl“ aus in Japan oder China angebauter Ackerminze (Mentha arvensis) sind bis zu 90 % enthalten. Auch im Öl der Pfefferminze (Mentha piperita) ist (−)-Menthol die Hauptkomponente. Menthole finden sich auch in anderen Gattungen und Arten der Familie der Lippenblütler (Labiatae), so in der Krause Minze, dem Arabischen Bergkraut (Micromeria fruticosa), und den Gewürzpflanzen Estragon (Artemisia dracunculus), Basilikum (Ocimum basilicum), Majoran (Origanum majorana), Oregano (Origanum vulgare), Rosmarin (Rosmarinus officinalis), Salbei (Salvia) und Thymianen (Thymus), aber auch in Bittermelonen (Momordica charantia), und Sonnenblumen (Helianthus annuus). (+)-Menthol kommt vor allem in der Polei-Minze (Mentha pulegium, bis ca. 16 % im ätherischen Öl) vor. (+)-Neomenthol findet sich im japanischen Pfefferminzöl, (−)-Neoisomenthol mit bis zu einem Prozent im Geraniumöl.

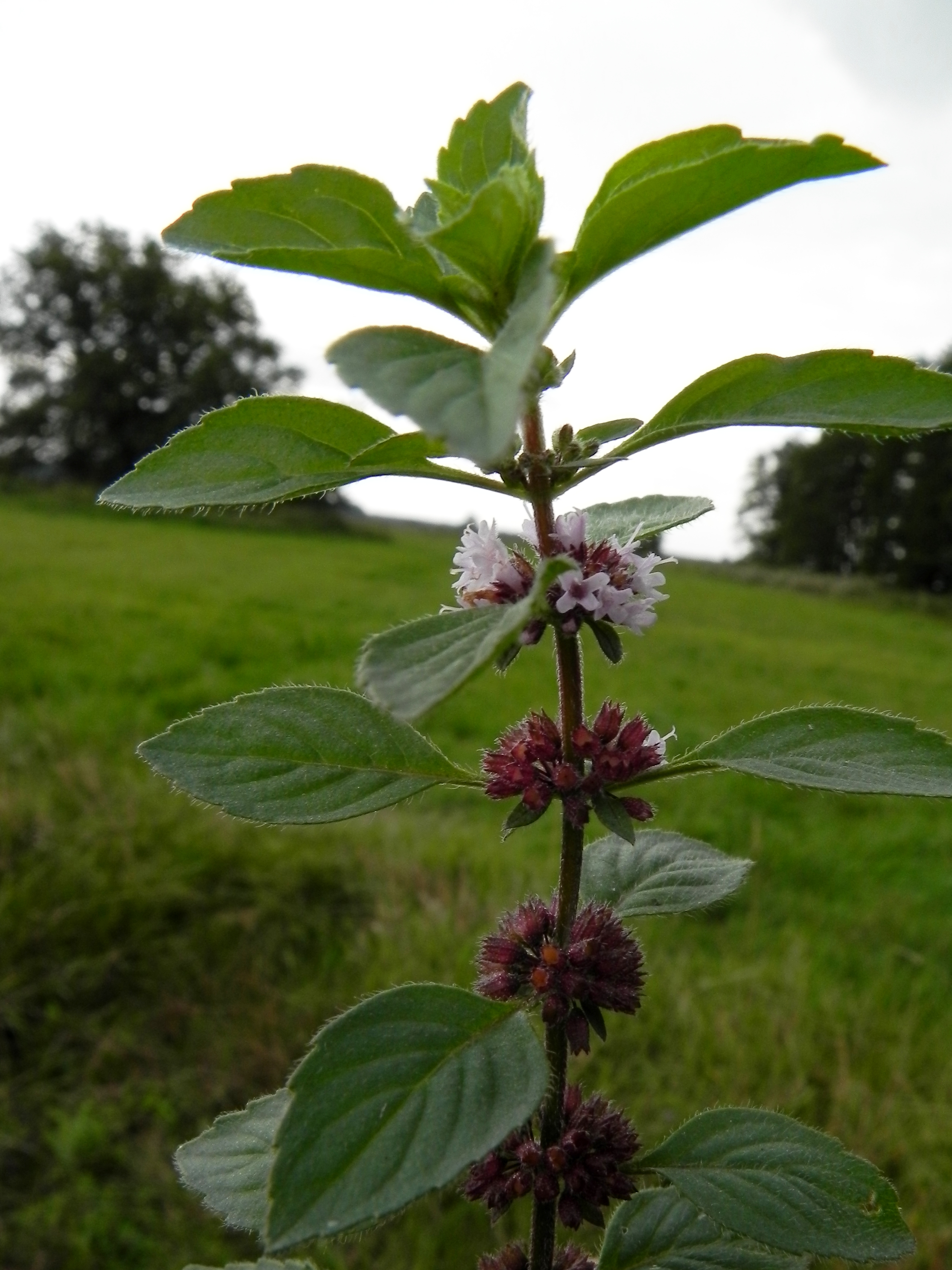
Ackerminze
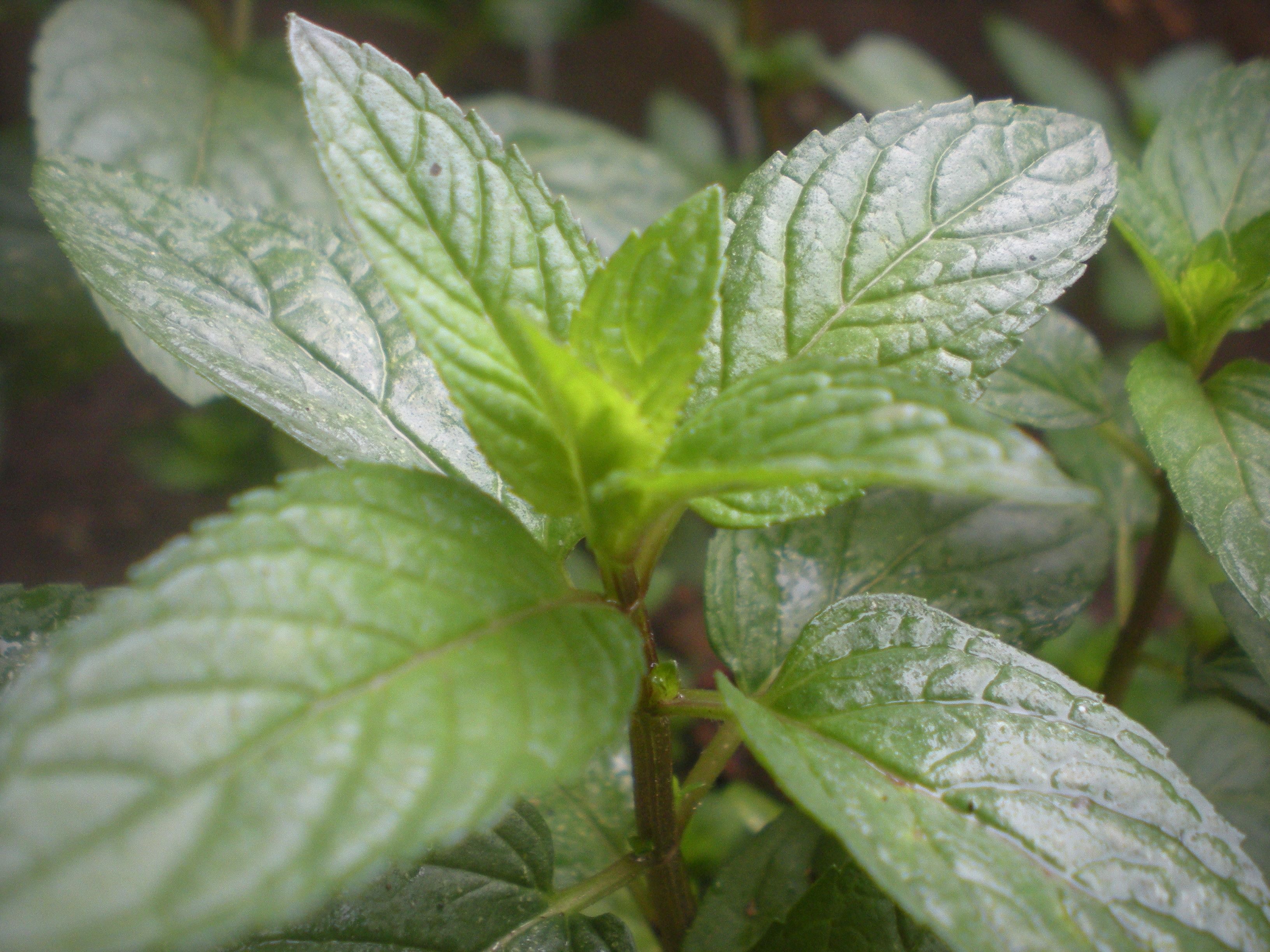
Pfefferminze
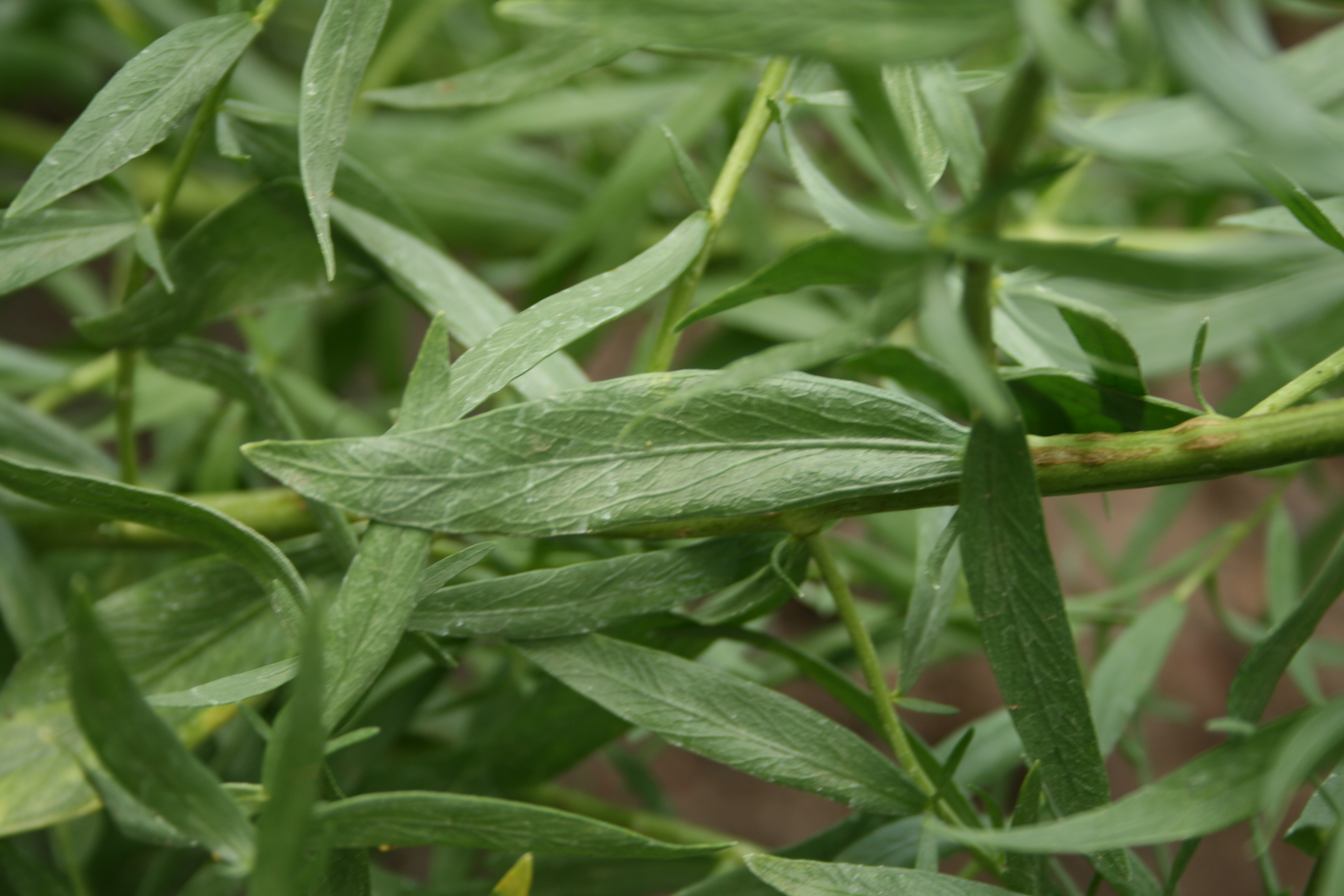
Estragon
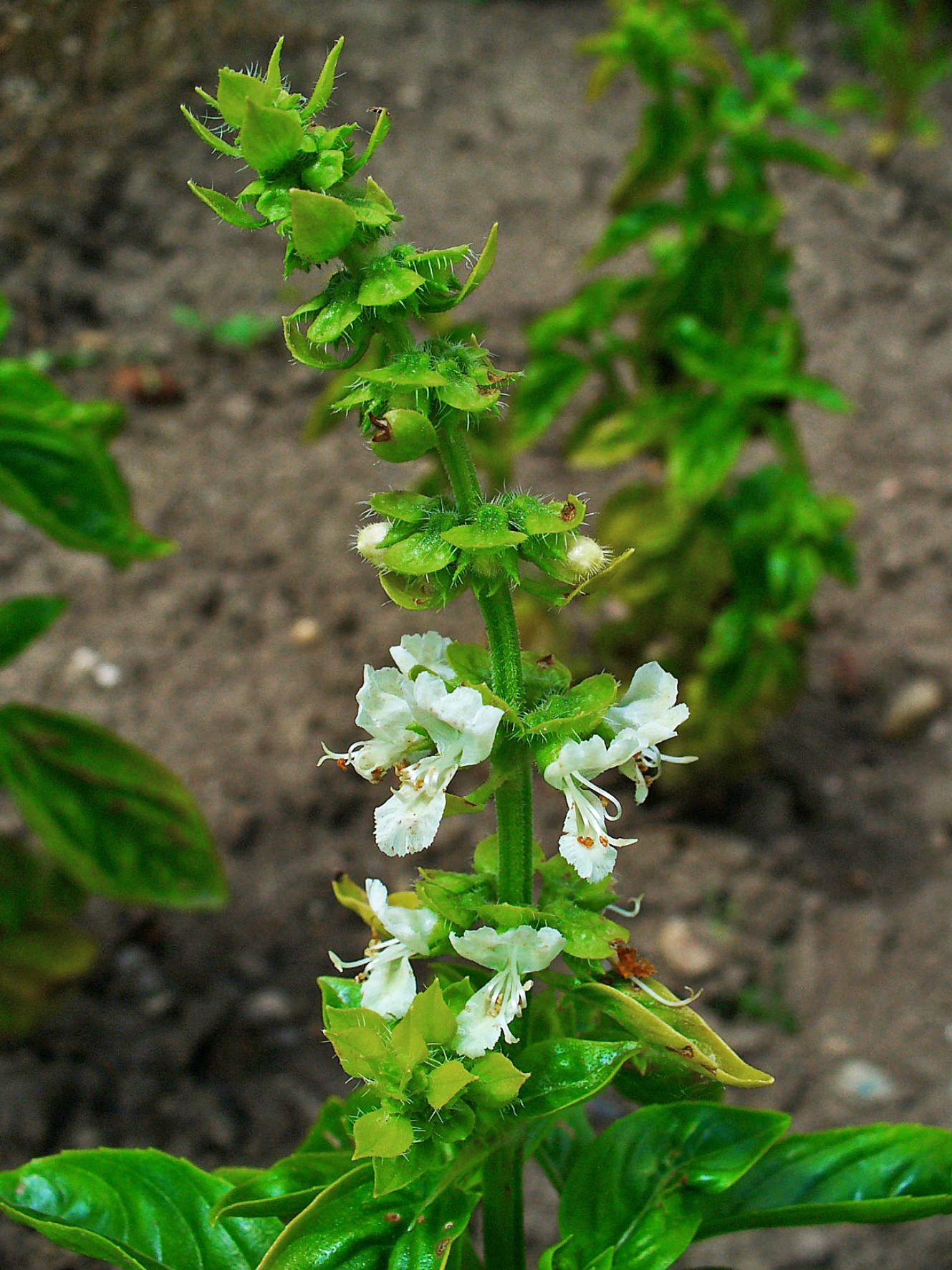
Basilikum
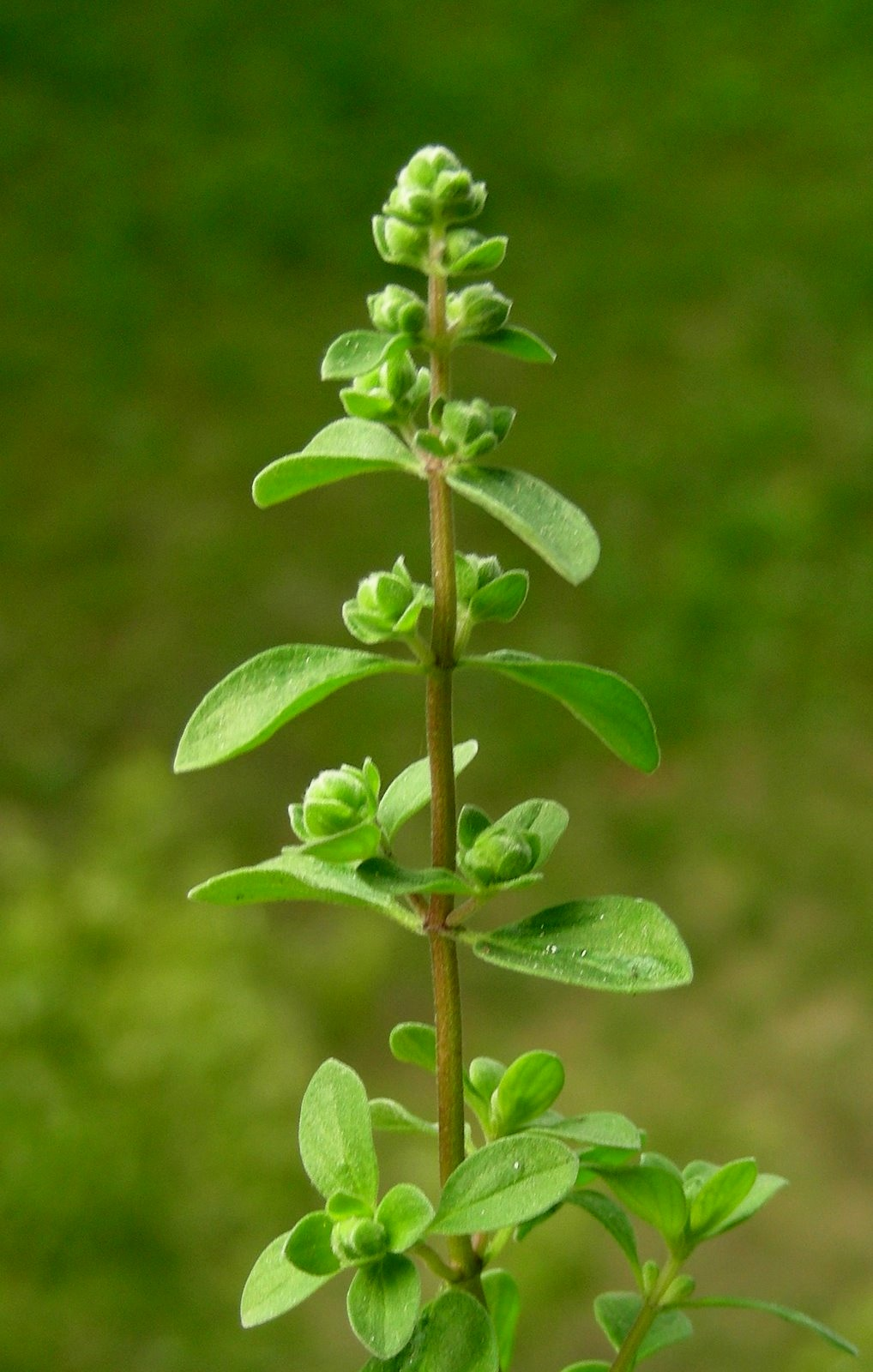
Majoran
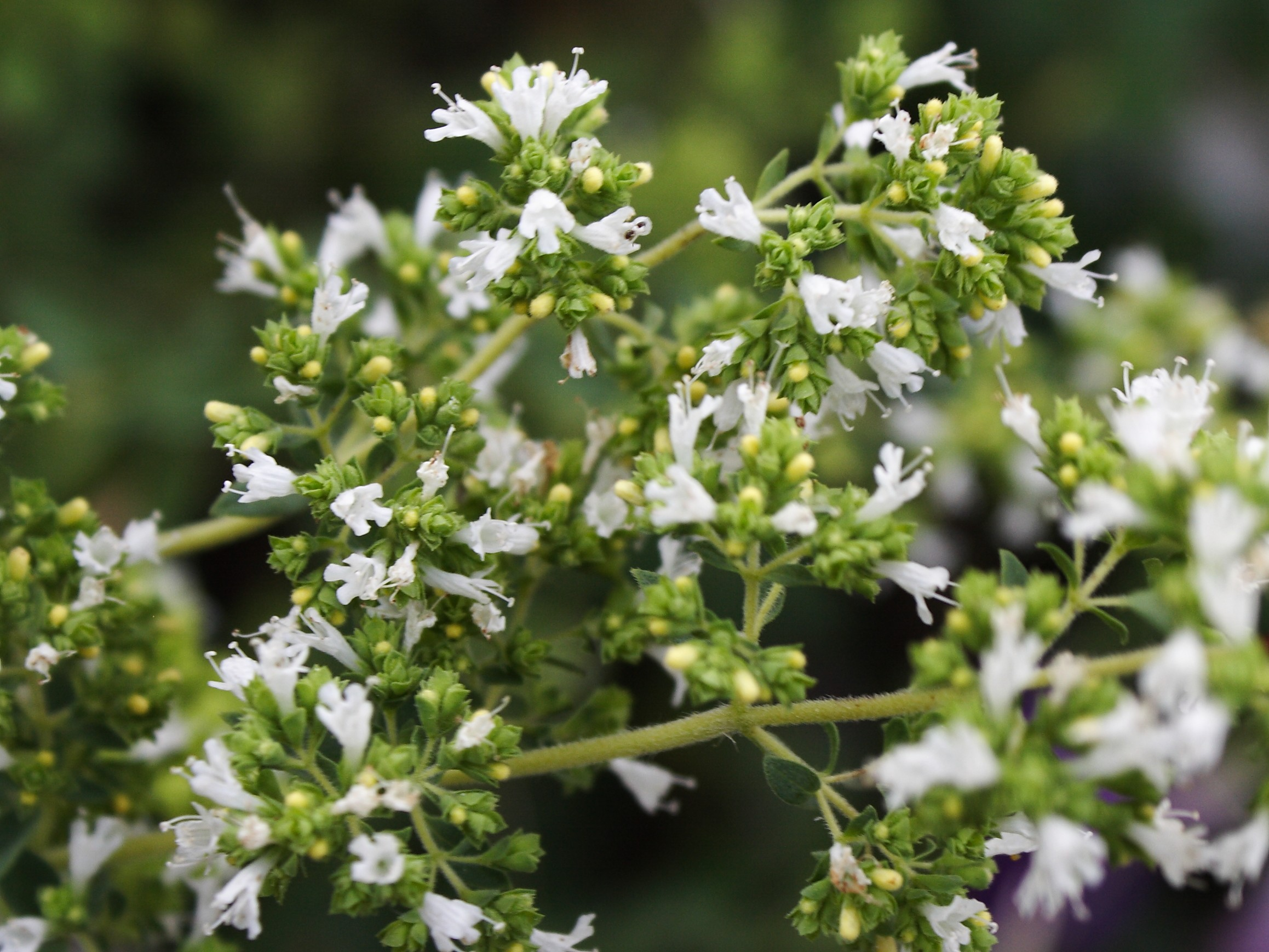
Oregano
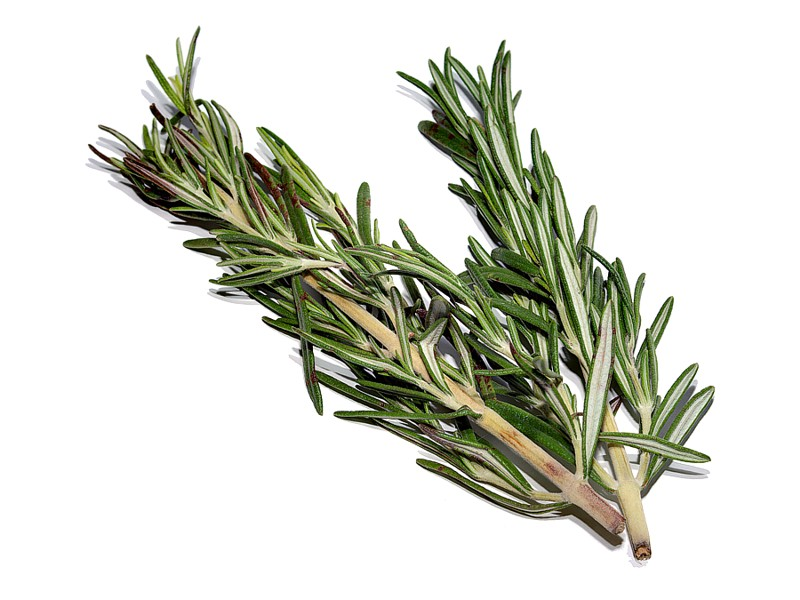
Rosmarin
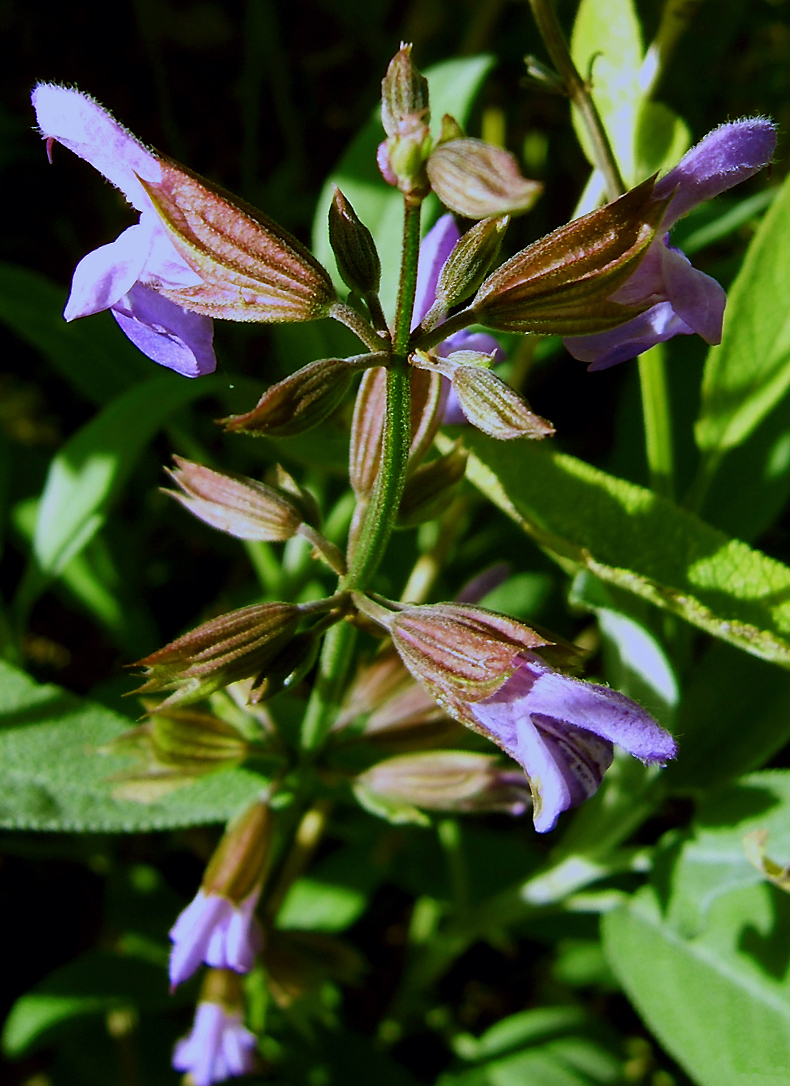
Salbei
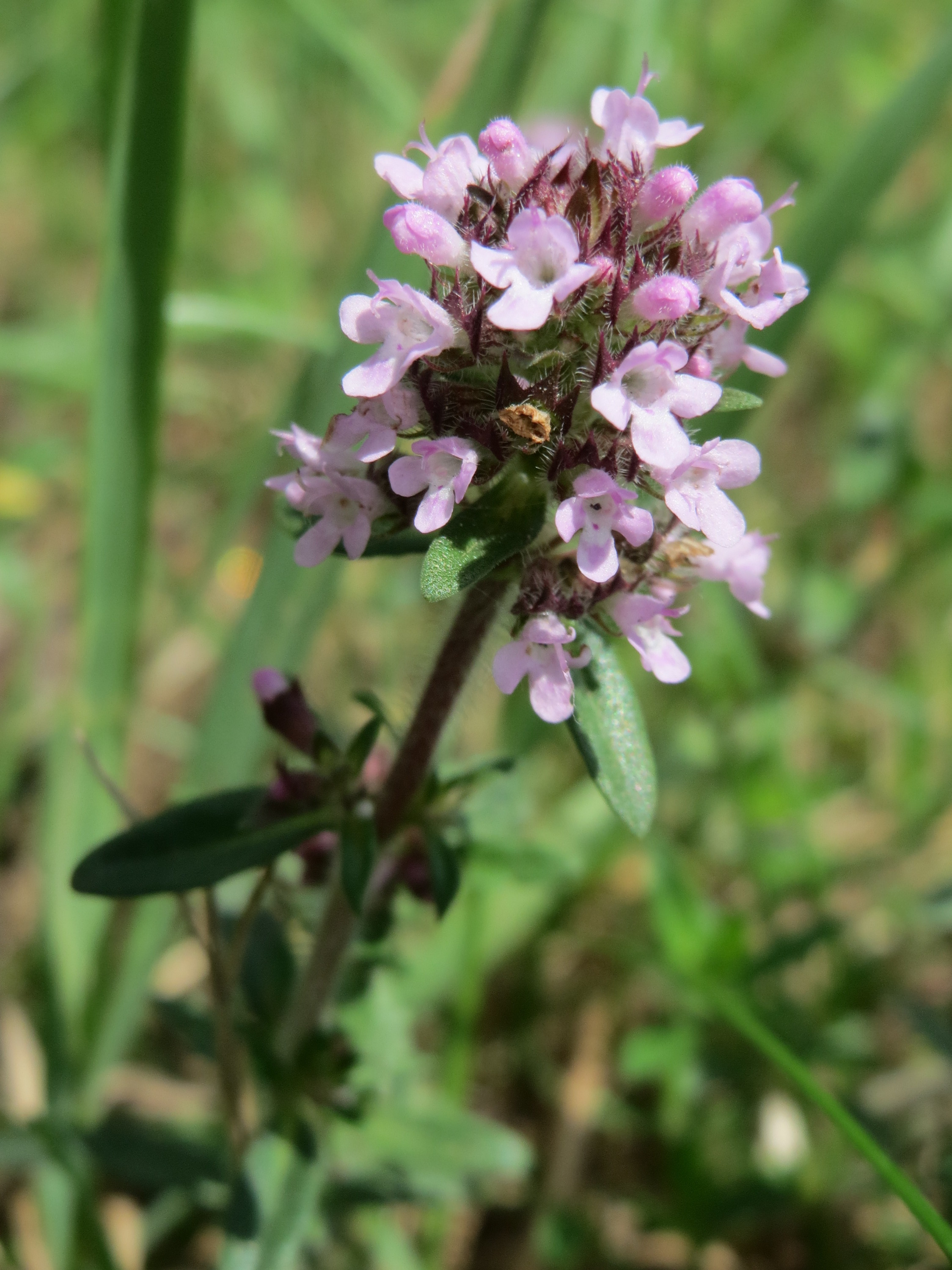
Thymian
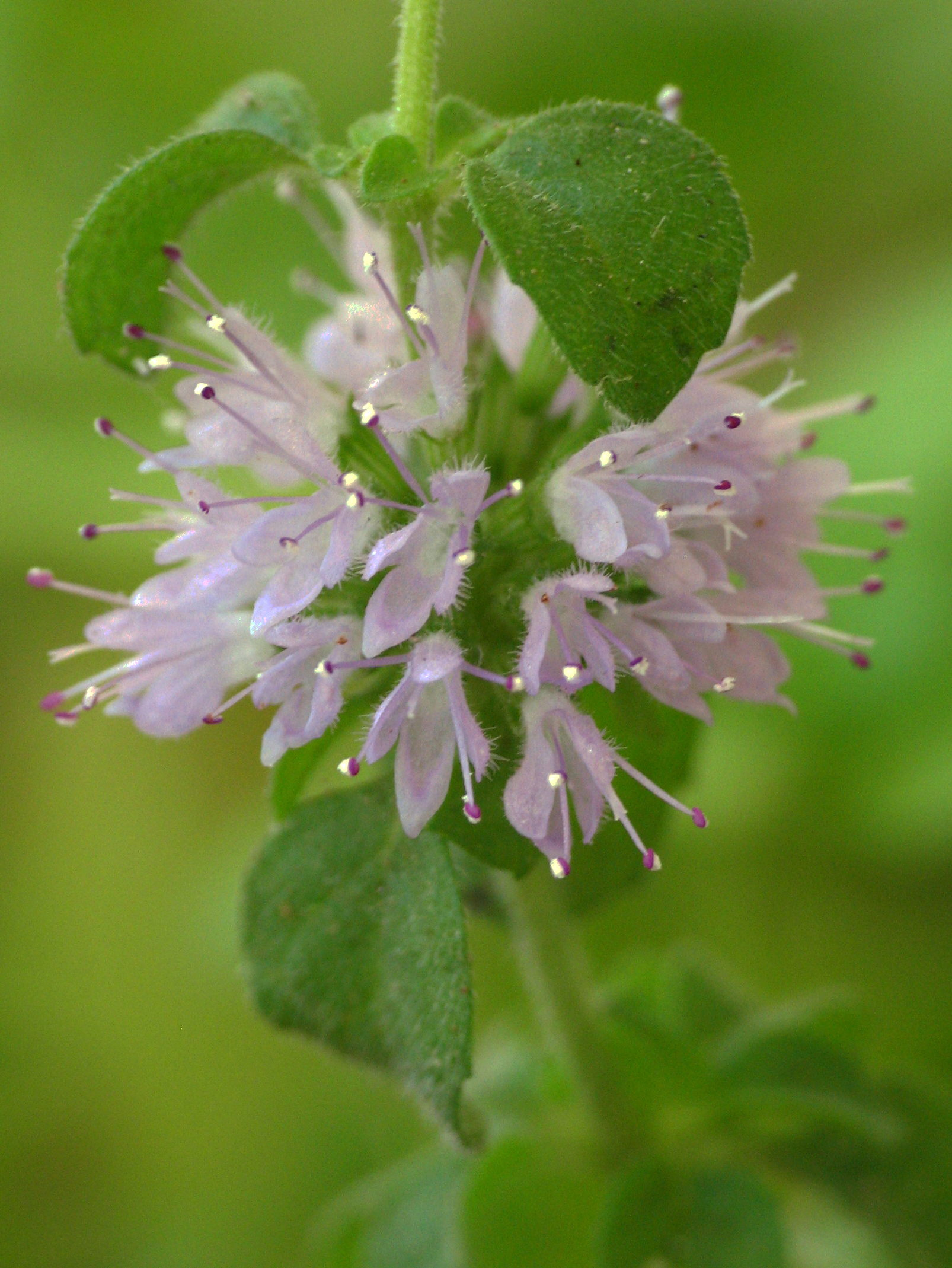
Polei-Minze

## Gewinnung und Darstellung
Jährlich werden weltweit über 19.000 Tonnen (−)-Menthol hergestellt, wobei etwa zwei Drittel aus Pflanzen gewonnen und ein Drittel synthetisch hergestellt werden. Die pflanzliche Gewinnung erfolgt durch Ausfrieren des kristallinen Menthols aus dem ätherischen Öl der Ackerminze. Die technische Synthese des (−)-Menthols erfolgt aktuell nach verschiedenen Verfahren bei den Firmen Symrise (vormals Haarmann & Reimer, ab 1973), Takasago (ab 1984) und BASF (ab 2012).
Das Bild zeigt eine technische Synthese des (−)-Menthols. Sie geht vom Citronellal (1) aus, dem Zinkbromid zugefügt wird. In einer Carbonyl-En-Reaktion wird es zum Isopulegol (2) umgewandelt. Dieses wird an Nickelkatalysatoren zum Menthol (3) hydriert. Dies ist aber nur eine von vielen Menthol-Synthesen: Menthol lässt sich auch ausgehend vom Pulegon, Phellandren, 3-Caren, Pinen, Limonen, Myrcen, Piperiton oder durch Hydrierung vom Thymol beziehungsweise dem Kresol synthetisieren.

## Eigenschaften und Isomerie

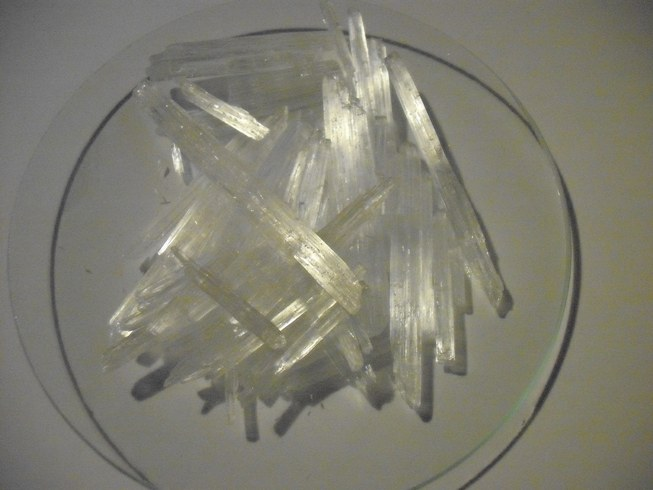
Mentholkristalle

Bei Raumtemperatur ist Menthol ein farbloser, kristalliner Feststoff mit Pfefferminzgeruch. Die Symmetrie des Kristallgitters ist trigonal, die Kristalle sind nadelförmig.
2-Isopropyl-5-methylcyclohexanol besitzt drei stereogene Zentren, deshalb gibt es acht Stereoisomere:
| Isomere von Menthol | Isomere von Menthol                                   | Isomere von Menthol                                   | Isomere von Menthol            | Isomere von Menthol            | Isomere von Menthol            | Isomere von Menthol            | Isomere von Menthol               | Isomere von Menthol               |
| ------------------- | ----------------------------------------------------- | ----------------------------------------------------- | ------------------------------ | ------------------------------ | ------------------------------ | ------------------------------ | --------------------------------- | --------------------------------- |
| Name                | (+)-Menthol                                           | (−)-Menthol                                           | (+)-Isomenthol                 | (−)-Isomenthol                 | (+)-Neomenthol                 | (−)-Neomenthol                 | (+)-Neoisomenthol                 | (−)-Neoisomenthol                 |
| Andere Namen        | D-Menthol                                             | Levomenthol, L-Menthol                                | D-Isomenthol                   | L-Isomenthol                   | D-Neomenthol                   | L-Neomenthol                   | D-Neoisomenthol                   | L-Neoisomenthol                   |
| Andere Namen        | (±)-Menthol, DL-Menthol, Racementhol [DL-(±)-Gemisch] | (±)-Menthol, DL-Menthol, Racementhol [DL-(±)-Gemisch] | DL-Isomenthol [DL-(±)-Gemisch] | DL-Isomenthol [DL-(±)-Gemisch] | DL-Neomenthol [DL-(±)-Gemisch] | DL-Neomenthol [DL-(±)-Gemisch] | DL-Neoisomenthol [DL-(±)-Gemisch] | DL-Neoisomenthol [DL-(±)-Gemisch] |
| Strukturformel      |                                                       |                                                       |                                |                                |                                |                                |                                   |                                   |
| Stereozentren       | 1S,2R,5S                                              | 1R,2S,5R                                              | 1S,2R,5R                       | 1R,2S,5S                       | 1S,2S,5R                       | 1R,2R,5S                       | 1R,2R,5R                          | 1S,2S,5S                          |
| Schmelzpunkt        | 31, 33, 35 und 42,5–43 °C (4 Modifikationen)          | 31, 33, 35 und 42,5–43 °C (4 Modifikationen)          | 82,5 °C                        | 82,5 °C                        | ?                              | ?                              | −8 °C                             | −8 °C                             |
| Schmelzpunkt        | ?                                                     | ?                                                     | 53,5–54,5 °C[DL-(±)-Gemisch]   | 53,5–54,5 °C[DL-(±)-Gemisch]   | 50–51 °C [DL-(±)-Gemisch]      | 50–51 °C [DL-(±)-Gemisch]      | 14 °C[DL-(±)-Gemisch]             | 14 °C[DL-(±)-Gemisch]             |
| Siedepunkt          | 212 °C                                                | 212 °C                                                | 96,2–96,8 °C(10 mmHg)          | 96,2–96,8 °C(10 mmHg)          | 102 °C(19 mmHg)                | 102 °C(19 mmHg)                | 105 °C(12 mmHg)                   | 105 °C(12 mmHg)                   |
| Siedepunkt          | ?                                                     | ?                                                     | 218,5–218,6 °C[DL-(±)-Gemisch] | 218,5–218,6 °C[DL-(±)-Gemisch] | 212,1–212,6 °C[DL-(±)-Gemisch] | 212,1–212,6 °C[DL-(±)-Gemisch] | 81 °C(6 mmHg)[DL-(±)-Gemisch]     | 81 °C(6 mmHg)[DL-(±)-Gemisch]     |
| Drehwert            | 49,6°(Ethanol)                                        | 49,6°(Ethanol)                                        | 25,9°(Ethanol)                 | 25,9°(Ethanol)                 | 20,7°(Ethanol)                 | 20,7°(Ethanol)                 | 2,2°(Ethanol)                     | 2,2°(Ethanol)                     |
| CAS-Nummer          | 15356-60-2                                            | 2216-51-5                                             | 23283-97-8                     | 20752-33-4                     | 2216-52-6                      | 20747-49-3                     | 20752-34-5                        | 64282-88-8                        |
| CAS-Nummer          | 89-78-1 [DL-(±)-Gemisch]                              | 89-78-1 [DL-(±)-Gemisch]                              | 3623-52-7 [DL-(±)-Gemisch]     | 3623-52-7 [DL-(±)-Gemisch]     | 3623-51-6 [DL-(±)-Gemisch]     | 3623-51-6 [DL-(±)-Gemisch]     | 491-02-1 [DL-(±)-Gemisch]         | 491-02-1 [DL-(±)-Gemisch]         |

Alle sind sekundäre, einwertige Alkohole: Das Molekül weist eine Hydroxygruppe auf; an das Kohlenstoffatom, an welches diese Hydroxygruppe gebunden ist, sind direkt nur zwei weitere Kohlenstoffatome gebunden. Der internationale Freiname (INN) des aus (−)-Menthol und (+)-Menthol im Enantiomerenverhältnis von 1:1 bestehenden Stoffes ist Racementhol.
Die Geschmacksschwelle liegt zwischen 0,2 ppm für (−)-Menthol und 1 ppm für (+)-Menthol.
Die Stereoisomere unterscheiden sich unter anderem im Geruch:
- (+)- und (−)-Menthol riechen frisch, minzig und süß und machen den typischen Pfefferminzgeruch aus, wobei der Geruch beim (−)-Menthol circa dreimal stärker ausgeprägt ist.[18]

- Die Enantiomere des Isomenthols und Neomenthols riechen eher dumpf und unangenehm.[19][18]

- (−)-Neoisomenthol riecht nach Campher, schal, süß, minzig; (+)-Neoisomenthol hat einen Geruch nach Campher, schal und nach Wald, es riecht hingegen nicht minzig, kühl und frisch.

Isomenthol, Neomenthol und Neoisomenthol weisen auch keinen – beim Einatmen im Mund subjektiv gefühlten – Kühleffekt auf.

## Reaktionsfähigkeit
Die Oxidation von Menthol [im Bild (−)-Menthol] mit Chromsäure liefert Menthon [im Bild (−)-Menthon]:
Durch Einwirkung von konzentrierter Schwefelsäure wird Menthol [im Bild (−)-Menthol] zu Menthen dehydratisiert:

## Verwendung
Menthol wird in verschiedensten Produkten als desinfizierender Bestandteil sowie als Duft- und Aromastoff zugesetzt, so etwa in Süßwaren (0,05–0,1 %) und Likör (0,1–0,2 %), Parfüm (0,05–0,4 %), Körperpflege-, Zahn- und Mundpflegemitteln (0,5–2,0 %), Lotionen (0,2–0,3 %) und Haarwässern (0,2–0,5 %).
Medizinisch ist Menthol Bestandteil von Salben (bis zu 6 %) und Einreibemitteln gegen Hautirritationen bei leichten Verbrennungen, Insektenstichen oder Juckreiz. Es wirkt am Kälte-Menthol-Rezeptor (TRPM8). Daher erzeugt Menthol ein kühles Gefühl beim Auftragen auf die Haut, ohne jedoch tatsächlich die Körpertemperatur zu beeinflussen. Bei Reizung nasaler Kälterezeptoren entsteht das Gefühl einer erleichterten Atmung.
Menthol blockiert die spannungsabhängigen Natriumkanäle Nav1.8 und NAv1.9. Dadurch wirkt Menthol lokalanästhetisch.
Durch die Aktivierung des GABAA -Rezeptors ist die zentral dämpfende Wirkung zu erklären.
Außerdem wirkt Menthol als schwacher Agonist am κ-Opioid-Rezeptor (KOR).
In der Bienenpflege dient Menthol als Mittel gegen Milbenbefall.

### Tabakprodukte
Tabakprodukten wird Menthol seit den 1920er Jahren zugesetzt. Es vermindert beim Inhalieren des Rauches das Reiz- und Schmerzempfinden im Atemtrakt. Es verändert die Dichte von Nikotinrezeptoren im Zentralnervensystem. Zusätzlich verändert es den Metabolismus von Nikotin und erhöht dessen Bioverfügbarkeit. Es verstärkt die Nikotinsucht. EU-weit ist das Inverkehrbringen von Tabakerzeugnissen mit Mentholzusatz seit dem 20. Mai 2020 verboten; Hülsen mit Menthol-Aroma sind weiterhin erlaubt.

## Gefahrenhinweise
Menthol ist reizend; schon wenige Gramm Menthol verursachen Herzrhythmusstörungen. Zusätzliche Gefahr besteht für Säuglinge und Kleinkinder, da bei ihnen durch Inhalation von Menthol eine schwere Atemnot mit Atemstillstand auftreten kann. Die mittlere letale Dosis (LD50) von (−)-Menthol bei oraler Aufnahme für eine Ratte liegt bei 3300 mg/kg.

## Verstoffwechselung
Die Verstoffwechselung des Menthols erfolgt hauptsächlich in der Leber durch Bildung von Mentholglucuronid, welches über den Harn ausgeschieden wird.